# احمد النعمانی
احمد النعمانی (عربی: أحمد يوسف النعماني؛ زادهٔ ۱۲ اکتبر ۱۹۷۹) بازیکن فوتبال اهل لبنان بود.
از باشگاه‌هایی که در آن بازی کرده‌است می‌توان به باشگاه ورزشی النجمه لبنان اشاره کرد.
وی همچنین در تیم‌های ملی فوتبال زیر ۲۳ سال لبنان و لبنان بازی کرده‌است.